# Бастида Панкарана
Бастѝда Панкара̀на (на италиански: Bastida Pancarana, на местен диалект: Bastida, Бастида) е село и община в Северна Италия, провинция Павия, регион Ломбардия. Разположено е на 67 m надморска височина. Населението на общината е 1007 души (към 2017 г.).